# ويليام الكسندر هاريس
ويليام الكسندر هاريس (بالإنجليزية: William A. Harris)‏ هو دبلوماسي ومحامي ومُحرِّر وصحفي وسياسي أمريكي، ولد في 24 أغسطس 1805 في الولايات المتحدة، وتوفي في 28 مارس 1864 في الولايات المتحدة. حزبياً، نشط في الحزب الديمقراطي. وقد انتخب سفير وانتخب عضو مجلس نواب الولايات المتحدة عن ولاية فرجينيا وانتخب عضو مجلس النواب الأمريكي.